# Db4o
Db4o (DataBase For Objects di 4 generazione) è un completo database orientato agli oggetti rilasciato con licenza libera GPL o commerciale. La sigla deriva da "DataBase 4 (for) Objects", che a sua volta è il nome della Società che lo sviluppò: db4objects, Inc.
È una libreria software di tipo "embedded", incorporata in applicazioni Java o .NET Framework.

## Storia
In ottobre 2014, Actian ha rifiutato di continuare a perseguire attivamente e promuovere l'offerta di prodotti commerciali db4o per nuovi clienti.